# Кульмінація (музика)
Кульмінація в музиці — пік музичного розвитку та емоційного напруження музичного твору або його завершеної частини. Уявлення про кульмінацію ґрунтується на закономірностях європейського музичного мислення і є важливим елементом музичної драматургії.

## Джерело
- Юрій Юцевич. Музика: словник-довідник. — Тернопіль, 2003. — 404 с. — ISBN 966-7924-10-6. (html-пошук по словнику, djvu)